# Чемпіонат Європи з легкої атлетики 1998
Чемпіонат Європи з легкої атлетики 1998 відбувся 18-23 серпня в Будапешті на «Непштадіоні».
У Будапешті вперше були розіграні нагороди серед жінок у метанні молота, стрибках з жердиною та бігу на 5000 метрів, що замінив дисципліну бігу на 3000 метрів.

## Призери

### Чоловіки
| Дисципліни                | Золото | Золото   | Срібло | Срібло     | Бронза                                                                   | Бронза     |
| ------------------------- | --- | -------- | --- | ---------- | ------------------------------------------------------------------------ | ---------- |
| 100 метрів                | Даррен Кемпбелл Велика Британія                                                                                     | 10,04 CR | Двейн Чамберс Велика Британія                                                                                   | 10,10      | Хараламбос Пападіас Греція                                               | 10,17      |
| 200 метрів                | Даг Вокер Велика Британія                                                                                           | 20,53    | Даг Тернер Велика Британія                                                                                      | 20,64      | Джуліан Голдінг Велика Британія                                          | 20,72      |
| 400 метрів                | Айван Томас Велика Британія                                                                                         | 44,52 CR | Роберт Мачков'як Польща                                                                                         | 45,04 NR   | Марк Річардсон Велика Британія                                           | 45,14      |
| 800 метрів                | Нільс Шуманн Німеччина                                                                                              | 1.44,89  | Андре Бухер Швейцарія                                                                                           | 1.45,04 NR | Лукаш Видра Чехія                                                        | 1.45,23    |
| 1500 метрів               | Реєс Естевес Іспанія                                                                                                | 3.41,31  | Руй Сілва Португалія                                                                                            | 3.41,84    | Фермін Качо Іспанія                                                      | 3.42,13    |
| 5000 метрів               | Ісаак Вісіоса Іспанія                                                                                               | 13.37,46 | Мануель Панкорбо Іспанія                                                                                        | 13.38,03   | Марк Керролл Ірландія                                                    | 13.38,15   |
| 10000 метрів              | Антоніу Пінту Португалія                                                                                            | 27.48,26 | Дітер Бауманн Німеччина                                                                                         | 27.56,75   | Штефан Франке Німеччина                                                  | 27.59,90   |
| 110 метрів з бар'єрами    | Колін Джексон Велика Британія                                                                                       | 13,02 CR | Фальк Бальцер Німеччина                                                                                         | 13,12      | Робін Корвінг Нідерланди                                                 | 13,20 NR   |
| 400 метрів з бар'єрами    | Павел Янушевський Польща                                                                                            | 48,17 NR | Руслан Мащенко Росія                                                                                            | 48,25      | Фабріціо Морі Італія                                                     | 48,71      |
| 3000 метрів з перешкодами | Даміан Каллабіс Німеччина                                                                                           | 8.13,10  | Алессандро Ламбрускіні Італія                                                                                   | 8.16,70    | Джим Свеней Норвегія                                                     | 8.18,97    |
| 4×100 метрів              | Велика Британія Еллін Кондон Даррен Кемпбелл Даг Вокер Джуліан Голдінг Марлон Девоніш (забіг) Двейн Чамберс (забіг) | 38,52    | Франція Тьєррі Любен Фредерік Кранц Крістоф Шеваль Ніді Гюйм Родріг Норден (забіг)                              | 38,87      | Польща Марцин Кшиванський Марцин Новак Пйотр Бальцежак Ришард Пілярчик   | 38,98      |
| 4×400 метрів              | Велика Британія Марк Гілтон Джеймі Баулч Айван Томас Марк Річардсон Шон Балдок (забіг) Соломон Варісо (забіг)       | 2.58,68  | Польща Пйотр Рисюкевич Томаш Чубак Пйотр Хачек Роберт Мачков'як Пйотр Длугосельський (забіг) Яцек Бочан (забіг) | 2.58,88    | Іспанія Антоніо Андрес Хуан Вісенте Труль Альберто Мартінес Давід Каналь | 3.02,47 NR |
|                           | |          | |            |                                                                          |            |
| Марафон                   | Стефано Бальдіні Італія                                                                                             | 2:12.01  | Даніло Гоффі Італія                                                                                             | 2:12.11    | Вінченцо Модіка Італія                                                   | 2:12.53    |
| Ходьба 20 кілометрів      | Ілля Марков Росія                                                                                                   | 1:21.10  | Айгарс Фадєєвс Латвія                                                                                           | 1:21.25    | Франсіско Хав'єр Фернандес Іспанія                                       | 1:21.39    |
| Ходьба 50 кілометрів      | Роберт Коженьовський Польща                                                                                         | 3:43.51  | Валентин Кононен Фінляндія                                                                                      | 3:44.29    | Андрій Плотніков Росія                                                   | 3:45.53    |
|                           | |          | |            |                                                                          |            |
| Стрибки у висоту          | Артур Партика Польща                                                                                                | 2,34     | Дальтон Грант Велика Британія                                                                                   | 2,34       | Сергій Клюгін Росія                                                      | 2,32       |
| Стрибки з жердиною        | Максим Тарасов Росія                                                                                                | 5,81     | Тім Лобінгер Німеччина                                                                                          | 5,81       | Жан Гальфйон Франція                                                     | 5,76       |
| Стрибки у довжину         | Кирило Сосунов Росія                                                                                                | 8,28     | Богдан Церуш Румунія                                                                                            | 8,21       | Петар Дачев Болгарія                                                     | 8,06       |
| Потрійний стрибок         | Джонатан Едвардс Велика Британія                                                                                    | 17,99 CR | Денис Капустін Росія                                                                                            | 17,45      | Ростислав Дімітров Болгарія                                              | 17,26w     |
| Штовхання ядра            | Олександр Багач Україна                                                                                             | 21,17    | Олівер-Свен Будер Німеччина                                                                                     | 20,98      | Юрій Білоног Україна                                                     | 20,92      |
| Метання диска             | Ларс Рідель Німеччина                                                                                               | 67,07    | Юрген Шульт Німеччина                                                                                           | 66,69      | Віргіліюс Алекна Литва                                                   | 66,46      |
| Метання молота            | Гечек Тібор Угорщина                                                                                                | 82,87    | Кіш Балаж Угорщина                                                                                              | 81,26      | Карстен Кобс Німеччина                                                   | 80,13      |
| Метання списа             | Стівен Беклі Велика Британія                                                                                        | 89,72 CR | Мік Гілл Велика Британія                                                                                        | 86,92      | Раймонд Хехт Німеччина                                                   | 86,63      |
|                           | |          | |            |                                                                          |            |
| Десятиборство             | Еркі Ноол Естонія                                                                                                   | 8667     | Едуард Хямяляйнен Фінляндія                                                                                     | 8587       | Лев Лободін Росія                                                        | 8571 очко  |

### Жінки
| Дисципліни             | Золото                                                                                                | Золото      | Срібло | Срібло   | Бронза | Бронза   |
| ---------------------- | --- | ----------- | --- | -------- | --- | -------- |
| 100 метрів             | Крістін Аррон Франція                                                                                 | 10,73 ER CR | Ірина Привалова Росія                                                                                     | 10,83    | Катерина Тану Греція                                                                                                  | 10,87 NR |
| 200 метрів             | Ірина Привалова Росія                                                                                 | 22,62       | Жанна Пінтусевич Україна                                                                                  | 22,74    | Мелані Пашке Німеччина                                                                                                | 22,78    |
| 400 метрів             | Гріт Броєр Німеччина                                                                                  | 49,93       | Гелена Фухсова Чехія                                                                                      | 50,21    | Ольга Котлярова Росія                                                                                                 | 50,38    |
| 800 метрів             | Олена Афанасьєва Росія                                                                                | 1.58,50     | Малін Еверлеф Швеція                                                                                      | 1.59,61  | Штефані Граф Австрія                                                                                                  | 2.00,11  |
| 1500 метрів            | Світлана Мастеркова Росія                                                                             | 4.11,91     | Карла Сакраменту Португалія                                                                               | 4.12,62  | Аніта Ваєрман Швейцарія                                                                                               | 4.13,06  |
| 5000 метрів            | Соня О'Саллівен Ірландія                                                                              | 15.06,50    | Габріела Сабо Румунія                                                                                     | 15.08,31 | Марта Домінгес Іспанія                                                                                                | 15.10,54 |
| 10000 метрів           | Соня О'Саллівен Ірландія                                                                              | 31.29,33    | Фернанда Рібейру Португалія                                                                               | 31.32,42 | Лідія Шимон Румунія                                                                                                   | 31.32,64 |
| 100 метрів з бар'єрами | Светла Дімітрова Болгарія                                                                             | 12,56       | Бригита Буковець Словенія                                                                                 | 12,65    | Ірина Коротя Росія | 12,85    |
| 400 метрів з бар'єрами | Іонела Тірля Румунія                                                                                  | 53,37 NR    | Тетяна Терещук Україна                                                                                    | 54,07    | Сільвія Рігер Німеччина                                                                                               | 54,45    |
| 4×100 метрів           | Франція Катя Бент Фредеріка Банге Сільвіан Фелікс Крістін Аррон                                       | 42,59       | Німеччина Мелані Пашке Габі Рокмаєр Біргіт Рокмаєр Андреа Філіпп                                          | 42,68    | Росія Оксана Екк Галина Мальчугіна Наталія Воронова Ірина Привалова                                                   | 42,73    |
| 4×400 метрів           | Німеччина Анке Феллер Ута Ролендер Сільвія Рігер Гріт Броєр Аня Кніппель (забіг) Мартіна Брой (забіг) | 3.23,03     | Росія Наталія Хрущельова Світлана Гончаренко Катерина Бахвалова Ольга Котлярова Катерина Куликова (забіг) | 3.23,56  | Велика Британія Донна Фрейзер Віккі Джеймісон Кетрін Меррі Еллісон Кербішлі Мішель Томас (забіг) Таша Денверс (забіг) | 3.25,66  |
|                        | |             | |          | |          |
| Марафон                | Мануела Машаду Португалія                                                                             | 2:27.10 CR  | Мадіна Біктагірова Росія                                                                                  | 2:28.01  | Маура Вічеконте Італія                                                                                                | 2:28.31  |
| Ходьба 10 кілометрів   | Аннаріта Сідоті Італія                                                                                | 42.49       | Еріка Альфріді Італія                                                                                     | 42.54    | Сусана Фейтор Португалія                                                                                              | 42.55 NR |
|                        | |             | |          | |          |
| Стрибки у висоту       | Моніка Дінеску Румунія                                                                                | 1,97        | Доната Янцевич Польща                                                                                     | 1,95     | Аліна Астафей Німеччина                                                                                               | 1,95     |
| Стрибки з жердиною     | Анжела Балахонова Україна                                                                             | 4,31 CR     | Ніколь Гумберт Німеччина                                                                                  | 4,31 CR  | Івонн Бушбаум Німеччина                                                                                               | 4,31 CR  |
| Стрибки у довжину      | Хайке Дрехслер Німеччина                                                                              | 7,16        | Фіона Мей Італія                                                                                          | 7,11 NR  | Людмила Галкіна Росія                                                                                                 | 7,06w    |
| Потрійний стрибок      | Ольга Васдекі Греція                                                                                  | 14,55       | Шарка Кашпаркова Чехія                                                                                    | 14,53    | Тереза Марінова Болгарія                                                                                              | 14,50    |
| Штовхання ядра         | Віта Павлиш Україна                                                                                   | 21,69 CR NR | Ірина Коржаненко Росія                                                                                    | 19,71    | Яніна Корольчик Білорусь                                                                                              | 19,23    |
| Метання диска          | Франка Дітцш Німеччина                                                                                | 67,49       | Наталія Садова Росія                                                                                      | 66,94    | Ніколета Грасу Румунія                                                                                                | 65,94    |
| Метання молота         | Міхаела Мелінте Румунія                                                                               | 71,17 CR    | Ольга Кузенкова Росія                                                                                     | 69,28    | Кірстен Мюнхов Німеччина                                                                                              | 65,61    |
| Метання списа          | Таня Дамаске Німеччина                                                                                | 69,10       | Тетяна Шиколенко Росія                                                                                    | 66,92    | Мікаела Інгберг Фінляндія                                                                                             | 64,92    |
|                        | |             | |          | |          |
| Семиборство            | Деніз Льюїс Велика Британія                                                                           | 6559        | Уршула Влодарчик Польща                                                                                   | 6460     | Наталія Сазанович Білорусь                                                                                            | 6410     |

## Медальний залік
| Місце                | Країна               | Золото | Срібло | Бронза | Загалом |
| -------------------- | -------------------- | ------ | ------ | ------ | ------- |
| 1                    | Велика Британія      | 9      | 4      | 3      | 16      |
| 2                    | Німеччина            | 8      | 7      | 8      | 23      |
| 3                    | Росія                | 6      | 9      | 7      | 22      |
| 4                    | Польща               | 3      | 4      | 1      | 8       |
| 5                    | Румунія              | 3      | 2      | 2      | 7       |
| 6                    | Україна              | 3      | 2      | 1      | 6       |
| 7                    | Італія               | 2      | 4      | 3      | 9       |
| 8                    | Португалія           | 2      | 3      | 1      | 6       |
| 9                    | Іспанія              | 2      | 1      | 4      | 7       |
| 10                   | Франція              | 2      | 1      | 1      | 4       |
| 11                   | Угорщина             | 1      | 1      | 0      | 2       |
| 12                   | Болгарія             | 1      | 0      | 3      | 4       |
| 13                   | Греція               | 1      | 0      | 2      | 3       |
| 14                   | Естонія              | 1      | 0      | 0      | 1       |
| 15                   | Фінляндія            | 0      | 2      | 1      | 3       |
| 15                   | Чехія                | 0      | 2      | 1      | 3       |
| 17                   | Швейцарія            | 0      | 1      | 1      | 2       |
| 18                   | Латвія               | 0      | 1      | 0      | 1       |
| 18                   | Словенія             | 0      | 1      | 0      | 1       |
| 18                   | Швеція               | 0      | 1      | 0      | 1       |
| 21                   | Білорусь             | 0      | 0      | 2      | 2       |
| 22                   | Австрія              | 0      | 0      | 1      | 1       |
| 22                   | Литва                | 0      | 0      | 1      | 1       |
| 22                   | Норвегія             | 0      | 0      | 1      | 1       |
| 22                   | Нідерланди           | 0      | 0      | 1      | 1       |
| Загалом (25 збірних) | Загалом (25 збірних) | 44     | 46     | 45     | 135     |